# الرجل كيلوانج
الرجل كيلوانج أو كليوانج مان هو بطل خارق كوميدي ماليزي يقوم على خفافيش الفاكهة (مالاي: كيلوانغ). ويستند لباسه ومظهره إلى شخصية باتمان. ولقد اكتسب مسلسل كيلوانغ مان الكرتوني شعبية كبيرة منذ ظهوره لأول مرة في عام 1998 من خلال القناة التلفزيونية المحلية الماليزية، TV1 (راديو تلفزيون ماليزيا)، ولكن الإنتاج توقف تقريبا في منتصف عام 2002 لسبب غير معروف.

## الحبكة
في تامبوي، جوهور (بالقرب من جوهور بهرو)، ظهر كيلوانغ مان لأول مرة في ممشى ضيق حيث كان هنالك رجل يحاول سرقة فتاة. ومنذ ذلك الحين، أصبح كيلوانغ مان أكثر المطلوبين في وسائل الإعلام.
الاسم الحقيقي ل كيلوانغ مان هو «بورهان» وهو في الواقع أحد المرضى النفسيين في مستشفى تامبوي للأمراض العقلية. الأمن في المستشفى جعل من الصعب على كيلوانغ مان أن يتصرف في وضح النهار، لذلك قرر القتال فقط من أجل العدالة في الليل.
ومع ذلك، فإن وجود كيلوانغ مان كمقاتل للعدالة لم يجعل المفتش شهاب، رئيس الشرطة المحلية يستمر في منصبه بشكل جيد جدا ودائم. يرى شهاب كيلوانغ مان أنه بطلاً مزعجاً يعيق عمل الشرطة دائما. في الحلقة الثانية من الموسم الأول، يقوم تيونغ مان بأول ظهور له في كيلوانغ مان كنظيراو نسخة مطابقة له، وهو يشغل دورمماثل لدور روبن في مسلسل باتمان. ويعمل كلا من البطلين الخارقين معاً لمحاربة الاشرار الخارقون مثل بادوت (المهرج)، وماتا باتو يوهان هيتام، وسامسير، وماجد كيلات، ومو فتاة القط، والعديد من الأبطال الآخرين على أمل أن تتحول مدينة تومبوي إلى مكان مسالم للجميع.

## الإنتاج
تم إنتاج عمل كيلوانغ ان من قبل كامن إسماعيل وفريقه من رسامي الأفلام الكرتونية في أوائل عام 1997 (ربما وأعلن رسميا في 1 يونيو 1997). وكان أعضاء الفريق الرواد كل من كامن إسماعيل (المدير)، وان إيومي وان يوسف (مدير الإنتاج)، أمير حمزه هاشم (رئيس قسم التأليف)، محمد عزيزي عمسام (كبير الرسوم المتحركة)، رجاء زهرالدين شاه (كبير اللوحات الروائية)، أزهر سعد، كريم وهاب (فنان القصة)، رزالي طالب، عزمان حداد، جمال الدين شعدون (فنان الموسيقى)، عريفين شريف، بيبي، نورزانا، زواوي زيد، خيريل عزوة، عصماوي، حفيظة حسن، شهرالدين صليح (الرسامين)، أنيس ورداتي، آسرو (فنان البي جي)، وسيتي زهران مات زين (أمين الإنتاج في السلطة الفلسطينية). وبعد بضعة أشهر، تم تعزيز الفريق بمجموعة من الرسامين المبتدئين الجدد.

## أمور مبتذلة
كيلوانغ (بالتناوب مع كلوانغ)هو أيضاً اسم بلدة تقع في وسط جوهور. تقع على بعد 75 كم شمال غرب تامبوي.